# American Tragedy (album)
American Tragedy is het tweede album van Hollywood Undead. Het album bevat op de Standard Edition 14 nummers met hiphop-, rap- en rockinvloeden en 18 nummers op de Deluxe Edition. Op iTunes is er dan nog de mogelijkheid om een 19e nummer te krijgen. Aanvankelijk zou het album in maart 2011 uitgebracht worden, maar het werd vertraagd tot april.
De eerste single, "Hear Me Now" werd op 13 december 2010 uitgebracht op de radio. Op 15 maart 2011 kwam de tweede single uit, "Been To Hell", waar tevens een videoclip voor werd geschoten. Op 21 januari kwam ook een derde nummer uit, "Comin' In Hot" als gratis download om het album te promoten.
Het was het eerste album zonder Aron Erlichman, alias Deuce, die in het debuutalbum Swan Songs veel zangpartijen voor zijn rekening nam. Na een conflict met de andere leden van de groep werd hij uit de band gezet, begin 2010. Hij werd vervangen door Daniel Murillo, die eerder al mee op tour ging en mee had gedaan aan het negende seizoen van American Idol. Murillo deed de zang en Jorel Decker alias J-Dog, deed de bas op het album.

## Discografie
| Nr. | Titel             | Duur |
| --- | ----------------- | ---- |
| 1.  | Been To Hell      | 3:23 |
| 2.  | Apologize         | 3:27 |
| 3.  | Comin' In Hot     | 3:43 |
| 4.  | My Town           | 3:36 |
| 5.  | I Don't Wanna Die | 3:59 |
| 6.  | Hear Me Now       | 3:34 |
| 7.  | Gangsta Sexy      | 3:54 |
| 8.  | Glory             | 3:54 |
| 9.  | Lights Out        | 3:51 |
| 10. | Coming Back Down  | 3:23 |
| 11. | Bullet            | 3:18 |
| 12. | Levitate          | 3:24 |
| 13. | Pour Me           | 4:03 |
| 14. | Tendencies        | 3:32 |

| Nr. | Titel          | Duur |
| --- | -------------- | ---- |
| 15. | Mother Murder  | 4:10 |
| 16. | Lump Your Head | 3:37 |
| 17. | Le Deux        | 3:45 |
| 18. | S.C.A.V.A.     | 4:04 |

| Nr. | Titel         | Duur |
| --- | ------------- | ---- |
| 1.  | Street Dreams | 4:03 |